# ثيودور فون بيرناردي
ثيودور فون بيرناردي (بالألمانية: Theodor von Bernhardi)‏ (و. 1802 – 1885 م) هو دبلوماسي، ومؤلف، ومؤرخ، واقتصادي، وكاتب ألماني، ولد في برلين، توفي في برلين، عن عمر يناهز 83 عاماً.